# فرد ألين (لاعب كريكت)
فرد ألين (28 يوليو 1935 في المملكة المتحدة - ) (بالإنجليزية: Fred Allen)‏ هو لاعب كريكت بريطاني. لعب مع نادي مقاطعة دورهام للكريكت ‏.